# James Davey
James "Maffer" Davey (Redruth, Cornualla, 25 de desembre de 1880 - Redruth, 18 d'octubre de 1951 va ser un jugador de rugbi britànic que va competir a primers del segle xx.
Entre 1904 i 1906 va treballar en una mina d'or a Witwatersrand, Transvaal. En tornar a Cornualla disputà dos partits amb la selecció de rugbi d'Anglaterra. El 1908 va guanyar la medalla de plata en la competició de rugbi dels Jocs Olímpics de Londres.
També va prendre part en la gira que els British and Irish Lions van fer per Nova Zelanda i Austràlia el 1908.